# Озеров, Николай Николаевич (комментатор)
Никола́й Никола́евич О́зеров (11 декабря 1922, Москва — 2 июня 1997, там же) — советский теннисист, актёр, спортивный комментатор. Народный артист РСФСР (1973). Лауреат Государственной премии СССР (1982). Заслуженный мастер спорта СССР (08.05.1947), 24-кратный чемпион СССР по теннису.

## Биография
Родился 11 декабря 1922 года в Москве в семье оперного певца Николая Озерова на год позже своего брата Юрия Озерова, в дальнейшем ставшего кинорежиссёром. Праправнук духовного композитора XIX века — Михаила Виноградова.
Семья Озеровых жила в Москве возле Разгуляя — на Марксовой улице. Дом, в котором они жили, Озерову-старшему предоставили в качестве казённой квартиры от Большого театра.
В 1934 году стал чемпионом Москвы по теннису среди мальчиков. С 1941 года — мастер спорта по теннису, с 1947 года — заслуженный мастер спорта СССР.
В 1941 году поступил на актёрский факультет ГИТИСа, который окончил в 1945 году и поступил на работу во МХАТ (1945—1959), где сыграл более 20 ролей.
В 1947 вступил в ВКП(б).
29 августа 1950 года провёл первый самостоятельный репортаж о футбольном матче «Динамо» — ЦДКА.
В 1950—1988 годах — спортивный комментатор радио и телевидения. Вёл репортажи с пятнадцати Олимпийских игр, тридцати чемпионатов мира по хоккею, восьми чемпионатов мира по футболу и шести чемпионатов Европы по футболу, всего в качестве комментатора побывал в 49 странах мира. С начала 1980-х Озерова постепенно стали отстранять от комментирования самых крупных соревнований. Последним чемпионатом мира по футболу стал для него турнир 1986 года.
В 1973 году присвоено звание народный артист РСФСР.

В конце 1980-х был избран председателем спортивного общества «Спартак».

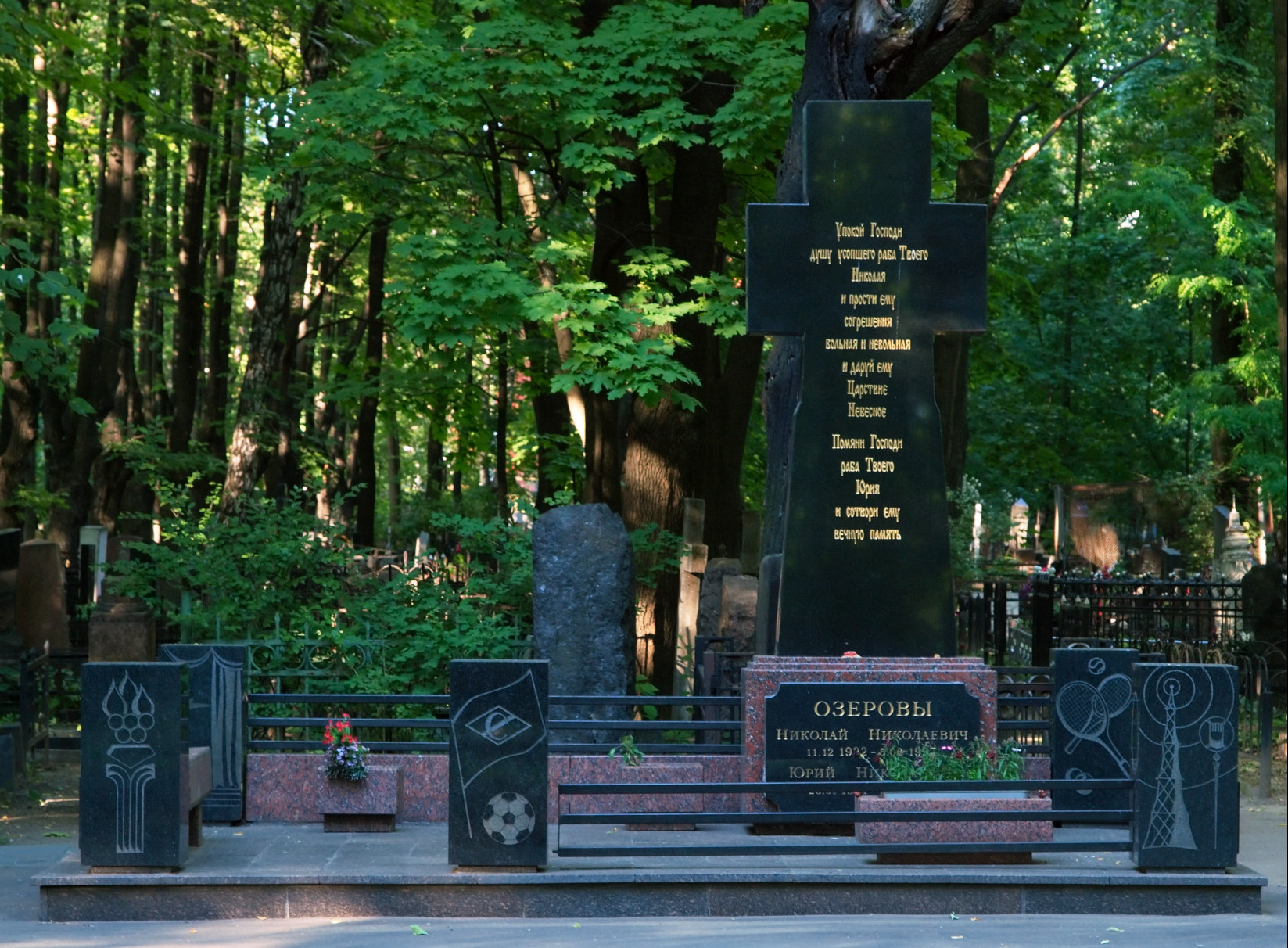
Надгробный памятник на Введенском кладбище

У Николая Озерова много лет были проблемы с сосудами в результате переохлаждения в молодости (провалился в прорубь в пруду по пути на хоккей), также он страдал сахарным диабетом. В начале 1990-х Озерову ампутировали стопу, с тех пор он редко выходил из дома.
Скончался на 75-м году жизни 2 июня 1997 года. Похоронен на Введенском кладбище (21 уч.).

## Спортивные достижения
Завоевал рекордное количество золотых медалей на чемпионатах СССР по теннису — 24:
- 1944—1946, 1951, 1953 — одиночный разряд;
- 1944—1953, 1955, 1957—1958 — парный разряд;
- 1940, 1944, 1949, 1953, 1955, 1957 — смешанный парный разряд[4].

## Фильмография
| Год  |   | Название                                          | Роль                                 |
| ---- | - | ------------------------------------------------- | ------------------------------------ |
| 1961 | ф | Опасные повороты                                  | Спортивный комментатор               |
| 1965 | ф | Хоккеисты                                         | Спортивный комментатор               |
| 1972 | ф | Ход белой королевы                                | Евгений Карычев, спортивный репортёр |
| 1976 | ф | Весёлое сновидение, или Смех и слёзы              | Комментатор                          |
| 1976 | ф | Одиннадцать надежд                                | Спортивный комментатор               |
| 1978 | ф | Всё решает мгновение                              | Спортивный комментатор               |
| 1979 | ф | Баллада о спорте                                  | Камео                                |
| 1981 | ф | Этот фантастический мир (5 выпуск)                | Камео                                |
| 1981 | ф | Девушка и Гранд                                   | Спортивный комментатор               |
| 1981 | ф | О спорт, ты — мир! (художественно-документальный) | автор текста фильма и комментатор    |
| 1985 | ф | Соперницы                                         | Спортивный комментатор               |

## Образ в кино
- Павел Никитин — «Легенда № 17» (Россия, 2013)
- Андрей Леонов — «Лев Яшин. Вратарь моей мечты» (Россия, 2019)
- Геннадий Хазанов пародировал Николая Озерова в одной из серий мультфильма «Ну, погоди!», короткометражном фильме «Рекордный вес» (сюжет киножурнала «Ералаш») и мультфильме Гарри Бардина «Брак». С пародиями на Озерова Хазанов выступал и ранее (монолог «Шайбу! Шайбу!», юмористический спектакль «Золотой ключик»).
  - Кроме Хазанова, Озерова в разное время пародировали Илья Олейников, Михаил Евдокимов и Михаил Грушевский.

## Награды
Государственные награды Российской Федерации и СССР:
- Орден «За заслуги перед Отечеством» III степени (19 апреля 1995, № 19) — за заслуги в развитии физической культуры и спорта и большой личный вклад в возрождение и становление спортивного общества «Спартак»[5].
- Орден Трудового Красного Знамени (9 сентября 1971, № 643458)
- Орден Трудового Красного Знамени (№ 156875)
- Орден Дружбы народов (3 декабря 1992, № 0084) — за большой личный вклад в развитие и пропаганду физической культуры и спорта, укрепление дружбы между народами[6]
- Орден «Знак Почёта» (27 апреля 1957, № 274180) — за успехи, достигнутые в деле развития массового физкультурного движения в стране, повышения мастерства советских спортсменов, и успешное выступление на международных соревнованиях
- Орден «Знак Почёта» (7 июля 1978, № 1286682)
- Медали, в том числе: 
  - Медаль «За трудовую доблесть» (16 июля 1962, № 961835)
  - Медаль «За оборону Москвы» (1 мая 1944, № 004638) — за участие в героической обороне
  - Юбилейная медаль «Тридцать лет Победы в Великой Отечественной войне 1941—1945 гг.» (30 апреля 1975)
  - Юбилейная медаль «Сорок лет Победы в Великой Отечественной войне 1941—1945 гг.» (20 апреля 1985)
  - Медаль «За доблестный труд в Великой Отечественной войне 1941—1945 гг.» (март 1947) — за доблестный и самоотверженный труд в период Великой Отечественной войны
  - Медаль «Ветеран труда» (20 февраля 1984) — за долголетний добросовестный труд
  - Медаль «В память 800-летия Москвы» (20 сентября 1947, № 0040721)
  - Юбилейная медаль «За доблестный труд. В ознаменование 100-летия со дня рождения Владимира Ильича Ленина» (1 апреля 1970)
  - Медаль «В память 850-летия Москвы» (1997)

Звания: 
- Народный артист РСФСР (13 декабря 1973) — за большие заслуги в области советского искусства
- Заслуженный артист РСФСР (27 апреля 1964) — за высокое мастерство репортажа по радио и телевидению
- Заслуженный мастер спорта СССР (1947)
- Заслуженный тренер России (31 августа 1995, № 5998)
- Почётный железнодорожник (3 июня 1986, № 150454)

Премии: 
- Государственная премия СССР (28 октября 1982, № 12078) — как автору текста и комментатору официального фильма об Играх XXII Олимпиады «О спорт, ты — мир!»
- Премия Союза журналистов СССР (1980)
- ТЭФИ в номинации «За личный вклад в развитие отечественного телевидения» (1997)

Международные награды: 
- Серебряный Олимпийский орден (МОК) (1992)
- Премия имени Поля Луака за выдающийся вклад в развитие международного хоккея (2016)[7]

Иные награды: 
- Знак ЦК ВЛКСМ «Трудовая доблесть» (12 мая 1981)
- Знак ЦК ВЛКСМ «Спортивная доблесть» (№ 594)

## Факты
- Болельщик[2] футбольного клуба «Спартак (Москва)». Игрок любительской команды «Спартак-клубная» (Москва).
- Озеров неоднократно играл самого себя в кинофильмах[8].
- В 1980-е годы ведущий программы «Вокруг смеха» Александр Иванов написал эпиграмму:

Известный в прошлом теннисист
(Спорт благородный)
Он комментатор? Нет, Артист
Причём — народный!Александр Иванов

## Цитаты и фразы
- Большой мастер кожаного мяча[9][10]
- Такой хоккей нам не нужен![11]
- Хвалёные канадские профессионалы[12][13]

## Семья
Прадед по отцу — Михаил Виноградов (1809—1888), протоиерей и композитор.
Прадед по матери — Николай Павлович Левицкий, из рода Левицких, действительный статский советник, председатель Казённой палаты. Друг Михаила Лермонтова. Построил церковь в селе Спас-Утешенье Рязанской губернии, в которой служил священником дед по отцу Николай Степанович Озеров.
Отец — Николай Николаевич Озеров (1887—1953), оперный певец. Народный артист РСФСР (1937). Мать — Надежда Ивановна Озерова (в девичестве Сахарова) (1897—1980), дочь железнодорожного врача Ивана Сергеевича Сахарова и дворянки Александры Николаевны Левицкой, первопоселенцев посёлка Загорянский. Училась во ВГИКе.
Брат — Юрий Озеров (1921—2001), кинорежиссёр, сценарист, педагог.
Женился в возрасте 47 лет. Жена (с 1969 по 1997 гг.) — Маргарита Петровна Озерова (в девичестве — Азаровская) (род. 1932), окончила МГПИ им. В.И. Ленина, до рождения детей работала редактором в московском издательстве «Прогресс». Познакомилась с мужем в 1953 году.
Дети — двойняшки Николай и Надежда (род. 1970). Николай Озеров-мл. до 2012 года работал главой администрации поселка Загорянский в Подмосковье, Надежда Озерова — ассистентом режиссёра на телеканале ТВЦ.

## Память
В честь Озерова названа улица в Москве.
Академия тенниса в Рязани названа в его честь: «Академия тенниса имени Н. Н. Озерова».
В честь Озерова названа улица в посёлке Загорянском Щёлковского района Подмосковья, где жил телекомментатор.
В Петрозаводске в честь Николая и его брата Юрия в 2015 году появилась улица Братьев Озеровых.
В честь Николая Озерова 29 марта 2005 года учреждена ведомственная награда Министерства спорта РФ с формулировкой «За пропаганду физической культуры и спорта», которая является третьей по статусу из всех наград Министерства.
Стадион в городе Щёлково носит его имя: «Стадион „Спартак“ имени Н. Н. Озерова».
Также на Озерковской набережной на здании Общества «Спартак» была открыта мемориальная доска

## Документальные фильмы
- «Говорит и показывает Николай Озеров» (2007)
- «Николай Озеров» из документального цикла «Как уходили кумиры»